# Papier couché

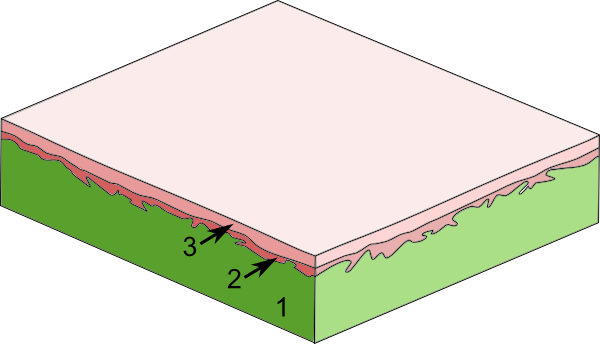
Tranche d'un papier couché.
1 - papier
2 - couche d'égalisation
3 - couche de lissage

Le papier ou carton couché est un papier ou carton dont la surface est recouverte d'une ou plusieurs couches généralement constituées de produits minéraux (pigments) en mélange avec des liants et des produits d'addition divers.
Quelque 40 % des papiers impression-écriture et près de 50 % des cartons sont couchés. L'opération de couchage consiste à déposer sur une ou sur les deux faces d'une feuille de papier ou de carton  — appelée support — un enduit à base de pigments fins. Le but de cette opération est de permettre une meilleure reproduction des impressions en transformant la surface rugueuse et macroporeuse du papier en une face unie et microporeuse et d'améliorer la blancheur du papier ou du carton, son aspect (brillant, par exemple), son toucher. 
La couche, souvent appelée sauce de couchage, se compose : 
- de 80 à 92 % de pigments fins (inférieurs à 2 micromètres),
- de 8 à 20 % d'adhésifs (liant),
- de quelques produits auxiliaires, dont la fonction est d'améliorer les propriétés rhéologiques de la sauce et de conférer également des caractéristiques particulières au papier.

## Classification des supports couchés
On en distingue trois catégories, dont les définitions sont données, en France, par la norme NF Q 26-001.
- Couchés minces ((en) : Light Weight Coated ou LWC) : couchés de grammage inférieur ou égal à 72 g/m2 et dont le poids de couche par face est inférieur à 10 g/m2. On rencontre aujourd'hui aussi le terme couchés ultra-minces (ULWC). II s'agit de couchés de 40 à 52 g/m2 dont le poids de couche par face se situe entre 5 et 7 g/m2.
- Couchés modernes : couchés de grammage supérieur à 72 g/m2 et dont le poids de couche par face est compris entre 10 et 18 g/m2.
- Couchés classiques : couchés de grammage supérieur à 72 g/m2 et dont le poids de couche par face est généralement supérieur à 18 g/m2.

À partir d'un grammage de 224 g/m2, on parle couramment, pour ce dernier type, de « carte couchée ».
Dans chaque type, les tolérances marchandes sur le grammage sont ± 5 % jusqu'à 160 g/m2, ± 6 % au-delà.

## Composition fibreuse - mode d'impression - aspect de surface
Chaque type peut se subdiviser : 
- Pour la composition fibreuse, en papier couché - avec bois - avec peu de bois - sans bois.
- Pour le mode d'impression, en papier couché - typo - hélio - offset - roto-offset.
- Pour l'aspect de surface, en papier couché - mat - semi-mat - brillant.

Les papiers couchés sont généralement choisis pour leur meilleur aspect et leurs excellentes qualités d'impression. Ils sont utilisés pour imprimer des catalogues de vente par correspondance, des éditions publicitaires, des emballages, des étiquettes, etc.

## Les cartons couchés
Le terme carton s'applique aux supports de grammage supérieur à 224 g/m2. Dans le cas des cartons, dont la fonction principale est l'emballage, la couche est toujours appliquée sur une seule face.

## Le support
Le support revêt une importance primordiale car, si sa qualité n'est pas absolument parfaite, il sera impossible de fabriquer un papier couché valable, quelle que soit la qualité de la sauce ou la façon de l'étaler. Les principales caractéristiques d'un support de couche sont les suivantes :
- il doit être très solide, car la couche, qui est surtout constituée de charges minérales, n'a qu'une très faible solidité intrinsèque et va diminuer les caractéristiques mécaniques du produit fini et, en particulier, la longueur de rupture, l'éclatement, le déchirement, la cohésion interne, etc. Or, lors de son utilisation finale, le papier couché doit résister aux impressions successives, pliage, brochage, reliure ;
- le support de couche doit être apte à recevoir la couche dans de bonnes conditions ; la porosité du papier (nombre et dimension des pores), le lissé de la surface (une surface lisse prend moins de couche), la mouillabilité plus ou moins grande de la surface par l'eau (souvent liée au collage) sont des facteurs importants de l'adaptation d'un papier à son rôle de support de couche ;
- le support doit être « bien fait » et très régulier, être propre, avoir une surface fine et un bon épair. En effet, toute défectuosité comme une marque de toile, une marque de feutre, des bûchettes de pâte mécanique, des paquets de fibres dus à une pâte mal désintégrée, des trous de mousse se reproduira de façon plus ou moins importante dans le papier couché et contribuera à diminuer son imprimabilité.

## Les pigments
En général, on appelle charges les matières minérales incorporées dans la masse fibreuse et on appelle pigments les mêmes matières déposées à la surface du papier support pour obtenir le papier couché. II s'agit souvent des mêmes produits, mais les pigments doivent être plus fins, plus propres et sont généralement plus blancs, mais aussi plus chers.
La finesse favorise :
- le pouvoir couvrant de la couche,
- l'opacité du papier couché,
- la blancheur par une meilleure diffusion de la lumière,
- le brillant, surtout après calandrage,
- une meilleure imprimabilité.

La forme des particules joue également un rôle important : le kaolin, sous forme de plaquettes hexagonales, couvre mieux que les aiguilles allongées de certains carbonates de calcium et confèrent plus de brillant.

## Philatélie
Le papier couché est fréquemment utilisé et il est parfois difficile de le distinguer d'un papier ordinaire. Le test souvent utilisé est celui du fil d'argent qui est censé laisser une marque au contact de papier couché. Cependant, ce test n'est pas fiable à 100 % (risque de faux négatifs). Pour les timbres français (type Liberté de Gandon ou certains timbres de Poste aérienne), l'impression est plus fine, plus nette et le papier réagit plus fortement aux UV. Malheureusement, il n'y a qu'un aspect qualitatif. Il faut également prendre en compte que l'appellation "papier couché" du catalogue peut désigner plusieurs types de papier, fabriqués selon des méthodes et avec des compositions qui peuvent être différentes. 
Pour pallier le biais du fil d'argent, un test à la craie est facilement réalisable et fonctionne bien sur les timbres de Grande-Bretagne. Pour discriminer un timbre sur papier couché d'un exemplaire sur papier ordinaire il suffit de prendre une craie, et faire une marque sur le timbre. Si la craie s'enlève très facilement avec le doigt et ne laisse pas de traces, alors le timbre est imprimé sur papier couché. Au contraire, si une petite trace est persistante, alors ce timbre est imprimé sur papier ordinaire. Pour réaliser au mieux ce test, il faut prendre deux témoins (un négatif, c'est-à-dire un timbre imprimé seulement sur papier ordinaire et un positif = un timbre imprimé que sur papier couché, comme le type Machin). Enfin, si la craie ne marque pas du tout le papier, il s'agit de papier couché.
Note : ce test ne détériore pas le timbre et le résidu de craie s'enlève très facilement à l'eau.